# 홀턴구

홀턴 구의 위치

홀턴구(영어: Borough of Halton)는 잉글랜드 체셔주에 위치한 단일 자치구로 중심 도시는 위드너스이며 면적은 79.08km2, 인구는 126,354명(2014년 기준)이다. 1998년 4월 1일에 신설되었다.